# Исаия Салонский
Исаия Салонский (греч. Ησαΐας Σαλώνων, 1780—1821) — один из самых известных православных священников, участников Греческой революции 1821 года.

## Биография
Исаия родился в селе Десфине в Фокиде. Начальное образование получил в городе Салоне (Амфисе) при монахе Герасимосе Лицикасе. В 1797 году стал монахом в монастыре Десфины и был рукоположён во диакона в монастыре Осиос-Лукас (Св. Луки). Далее он учился в городе Янине, у Козмаса Баланоса и Атанасиоса Псалидаса. Вскоре он стал игуменом и вызвал интерес патриарха Константинопольского Кирилла VI, который пригласил его в 1814 году в Константинополь продолжить учёбу. Здесь он познакомился с будущим патриархом Григорием V (оба патриарха, и Кирилл, и Григорий будут повешены турками с началом Греческой революции, в 1821 году). Исаия вернулся в Десфину и в 1818 году был рукоположён во епископа Салонского. Двумя годами позже, Исаия стал членом Филики Этерия и одновременно со своей филантропической деятельностью собирал деньги и оружие для восстания, которое прятал в Салоне.

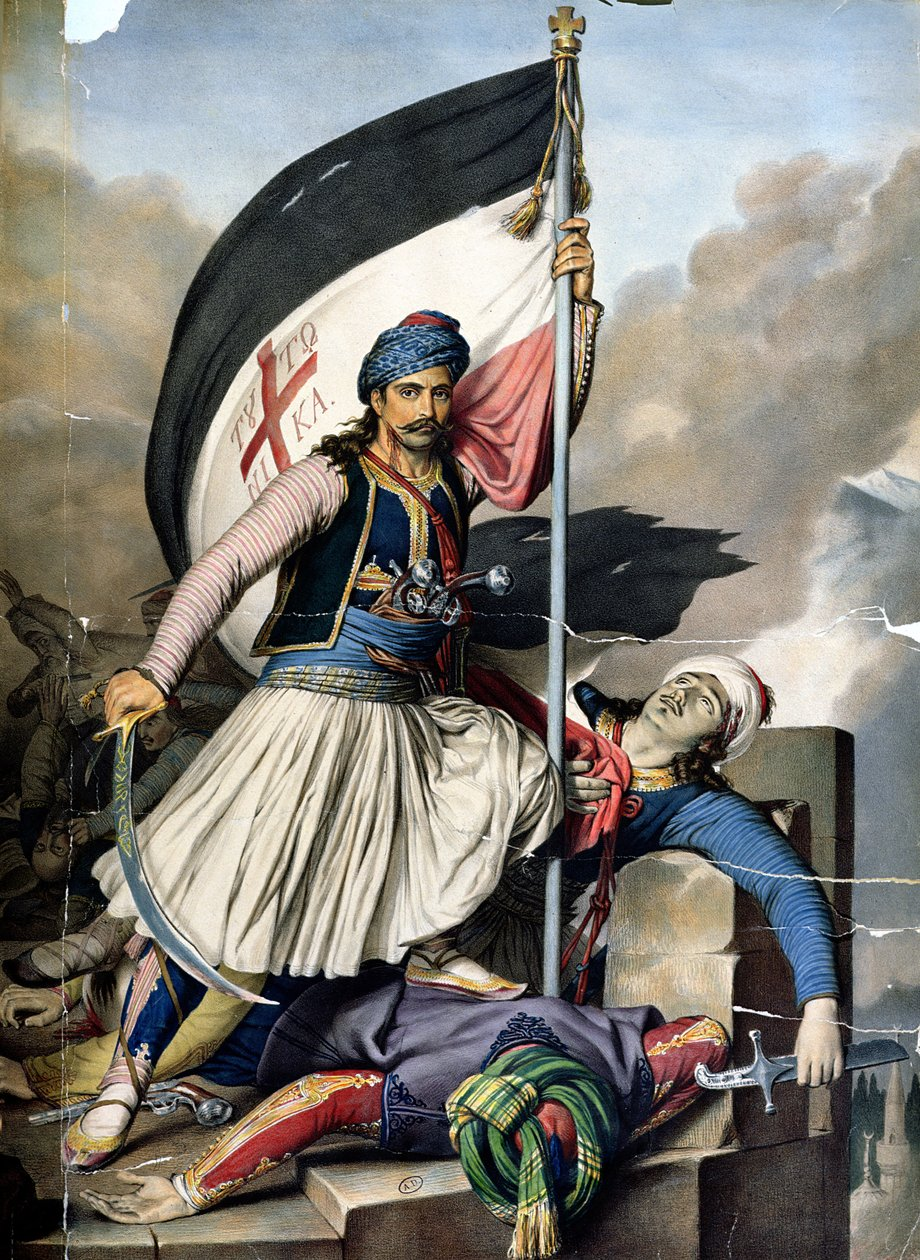
Луи Дюпре. Грек водружает знамя на стенах Салоны

11 марта 1821 года в Андикире в Беотии он встретился с Афанасием Дьяком. Исаия принял присягу у революционеров и провозгласил начало восстания в Беотии.
Далее совместно с Панурьясом он поднял знамя восстания в Салоне.
После взятия крепости Салоны повстанцами, Исаия вместе с Янисом Диовуньотисом и Афанасием Дьяком направляется в ном Фтиотиду, где и погиб в битве при Аламане.
Исаия стал первым православным епископом, павшим в Освободительной войне Греции 1821—1829 гг. Греческий поэт Аристотелис Валаоритис посвятил ему стихотворение «На смерть епископа».